# ДПКр-3
ДПКр-3 (Дизель-Поїзд Крюківский, 3-й тип) — регіональний дизель-поїзд виробництва Крюківського вагонобудівного заводу місткістю 170 місць та максимальною швидкістю 140 км/год. Перший поїзд був побудований у 2019 році і до вересня 2020 року експлуатувався за маршрутом «Kyiv Boryspil Express» Київ-Пасажирський — Бориспіль-Аеропорт.
У 2021 році були побудовані другий, третій та четвертий екземпляри. Ще дві одиниці були прийняті в експлуатацію у четвертому кварталі 2022 року. Загалом контрактом 2018 року було передбачено виготовлення 6 дизель-поїздів серії ДПКр-3 для «Укрзалізниці».
Станом на грудень 2021 року два поїзди ДПКр-3-001 та ДПКр-3-004 експлуатувалися на маршрутах «Прикарпатського» та «Дунайського» експресів. До кінця року передбачалося запустити «Буковельський» та «Слобожанський експрес» складом поїздів ДПКр-3-002 та ДПКр-3-003.
18 грудня 2021 року від залізничного вокзалу міста Попасна здійснив перший рейс «Слобожанський експрес» за маршрутом Попасна — Харків. Маршрут руху поїзда поєднав міста Попасна, Лисичанськ, Рубіжне, Кремінна, Сватове та Харків.

## Конструкція
Регіональний дизель-поїзд ДПКр-3, як і його попередник ДПКр-2 «Обрій», складається з трьох вагонів, два з них є головними (моторні), один — проміжний (безмоторний). Моторні вагони комплектуються силовими установками потужністю 588 кВт — сукупно вони не поступаються потужністю трьом агрегатам, встановленим у кожному з трьох вагонів ДПКр-2-001.

### Силова установка
На головних моторних вагонах дизель-поїзда у підкузовному просторі встановлена модульна дизель-гідравлічна силова установка «Voith RailPack 600 DH» виробництва компанії «Voith» з дивізіоном «Voith Turbo» німецького виробництва, що складається з дизельного двигуна «Voith V2862T3», розробленого спільно з компанією «MAN Truck&Bus» для використання на вагонах дизель-поїздів, і приводиться їм гідродинамічної передачі «Voith T212bre», а також електричного генератора для живлення електричних систем поїзда. Загальна довжина і ширина установки становить 3707×2800 мм.
Дизельний двигун «V2862T3» чотиритактний, 12-циліндровий, V-подібний з кутом розвалу циліндрів 90° (45° до вертикалі). Двигун забезпечений системою вибіркової каталітичної нейтралізації вихлопних газів (SCR) і відповідає екологічному екологічному стандарту з викида вихлопних газів Stage IIIB. Номінальна потужність двигуна — 588 кВт при частоті обертання 1800 об./хв; максимальний крутний момент — 3350 Н•м при частоті обертання 1300—1500 об./хв; робочий об'єм — 24,24 л (12×2,02 л); максимальне середнє ефективне тиск — 17,4 бар; довжина, ширина і висота — 1667×1644×859 мм.
Гідродинамічна передача T212bre здійснює передачу тягового зусилля від двигуна до колісних пар приводних візків через турбінне масло без суцільного жорсткої зв'язку в режимі тяги і роз'єднує їх при стоянці поїзда або його руху без тяги. Вона з'єднана з двигуном загальним фланцем і має один гідротрансформатор і дві гідродинамічні муфти, які утворюють три контури циркуляції масла, гідродинамічний гальмо (сповільнювач) і механічний реверс для зміни напряму руху, а також систему автоматичного електронного управління. Перемикання ступенів здійснюється автоматично шляхом заповнення маслом одного і спорожнення іншого контуру циркуляції. Номінальна вхідна потужність гідропередачі — 450 кВт; запас масла — 95 л, максимальний крутний момент системи додаткового відбору потужності — 1200 Н•м; довжина, ширина і висота гідропередачі — 1070×1055×756 мм; маса — 1200 кг.
Блок охолодження силової установки, який у попередньому дизель-поїзді розміщувався у підвагонному просторі, перемістився на дах головних вагонів. Така схема розташування блоків охолодження знизить імовірність потрапляння до радіаторів пилу та бруду, що піднімаються потоками повітря із залізничного полотна під час руху поїзда, пуху рослин у весняно-літній період.
Енергопостачання проміжного, немоторного вагона здійснюватиметься від двох генераторів силових установок, розташованих на головних вагонах.

### Пасажирський відсік

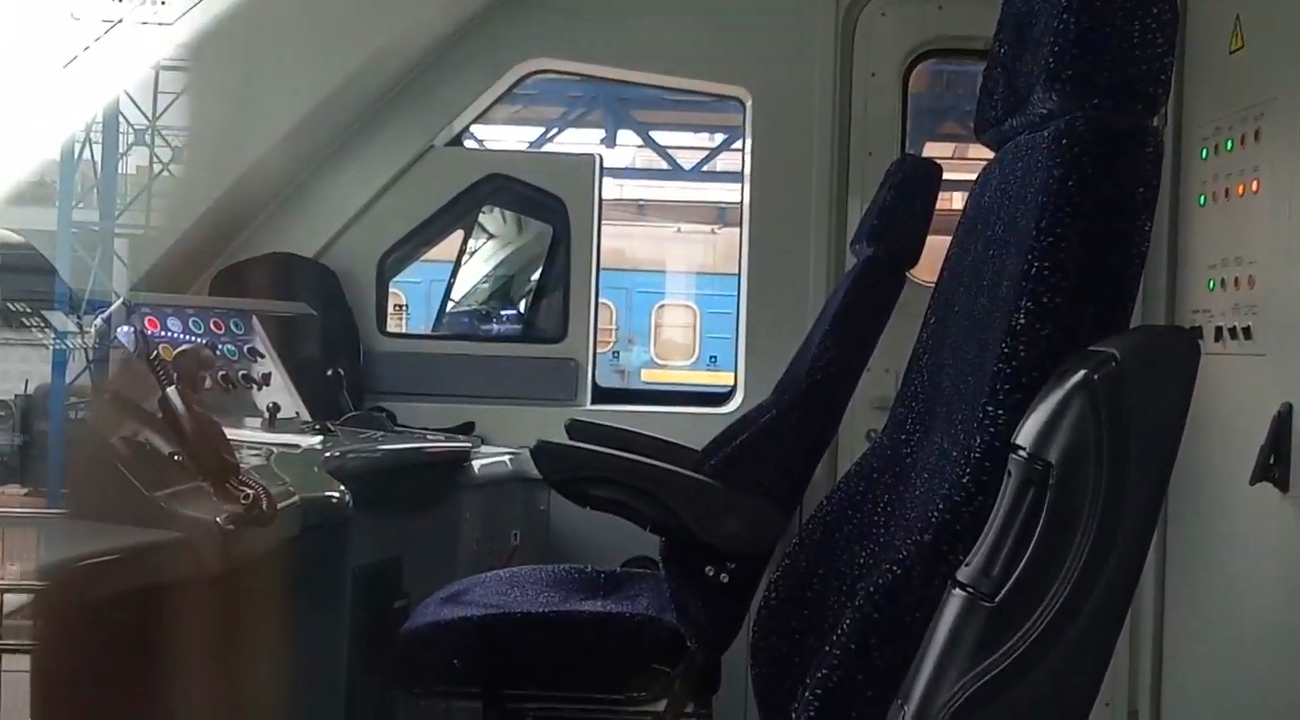
Кабіна машиніста

Дизель-поїзд ДПКр-2 «Обрій» розроблявся як приміський поїзд, що містить 283 крісла третього класу, є чимало вільних місць для пасажирів стоячі. Регіональний дизель ДПКр3 містить 170 місць, проте вони комфортніші — 1-го та 2-го класів. Сидіння розташовані особою вздовж напрямку руху.
Кожен вагон дизель-поїзда має два тамбура, між якими розташований пасажирський салон. У передній частині головного вагона між переднім тамбуром і кабіною машиніста зліва розташований вузький коридор, а навпроти нього в середині і праворуч — санітарний модуль або купе стюарда, вхід до якої здійснюється з тамбура.
В одному з головних вагонів 58 місць 2-го класу за схемою 3+2, там же є купе стюарда, у іншому головному вагоні — 51 місце 2-го класу, у цьому вагоні знаходиться санітарний модуль збільшеного розміру для пасажирів з інвалідністю, є місце для візків. Ширина сидіння в найбільш широкій частині — не менше 450 мм. Між кріслами один підлокітник, індивідуальні розетки.
Просторішим є проміжний вагон, у якому передбачені 61 місце першого класу за схемою 2+2 і санітарний модуль. Ширина сидіння в найбільш широкій частині не менше 490—500 мм. Вони мають широкі зручні підлокітники та індивідуальні розетки з USB-роз'ємом. Пасажирський салон обладнаний відеомоніторами для розважального контенту.
Оскільки у новому регіональному поїзді вагони різного класу, то вони мають внутрішні салонні двері з тамбурними перегородками. Пасажири відокремлені від тамбурної зони.

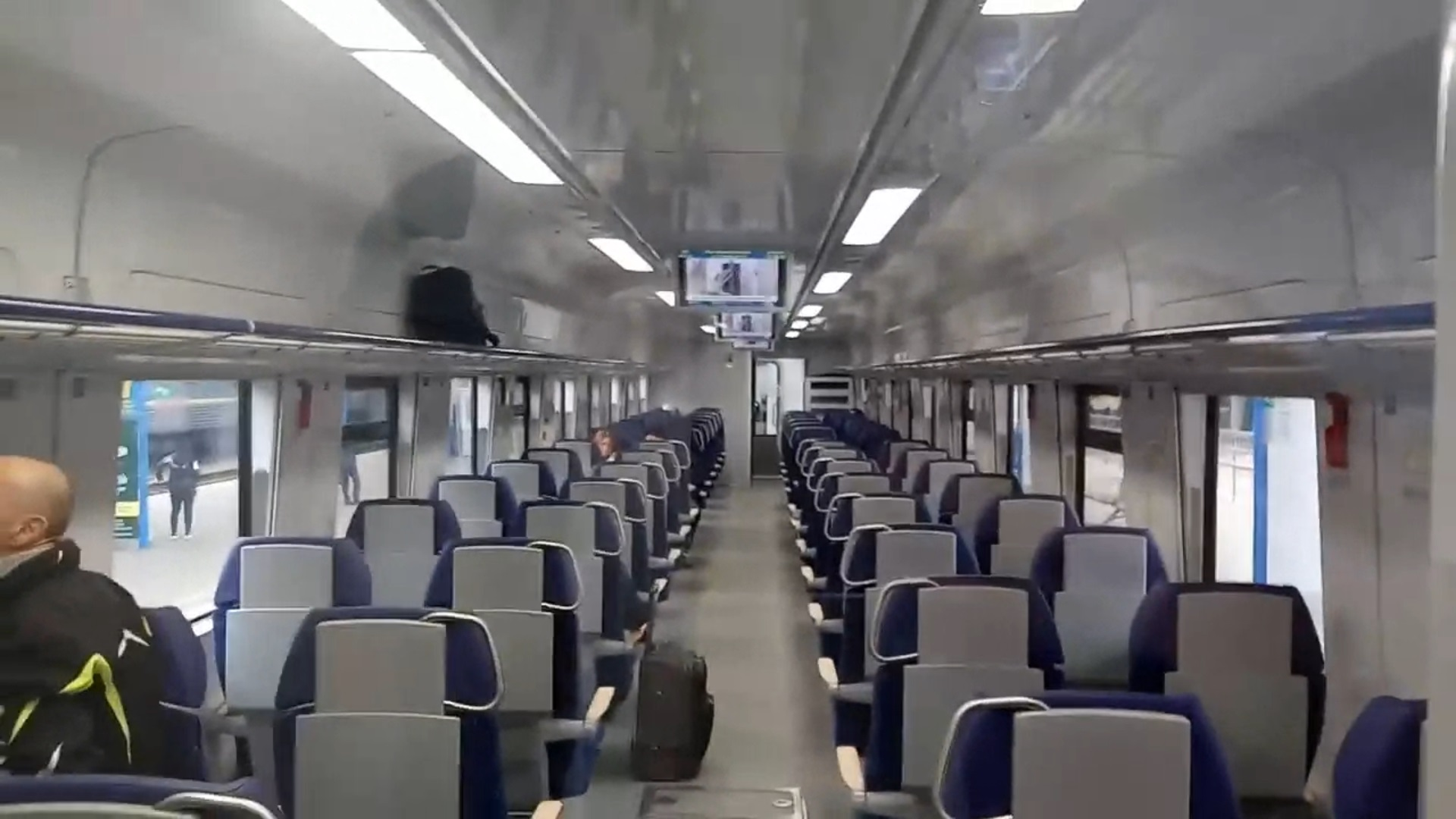
Інтер'єр вагону 1-го класу
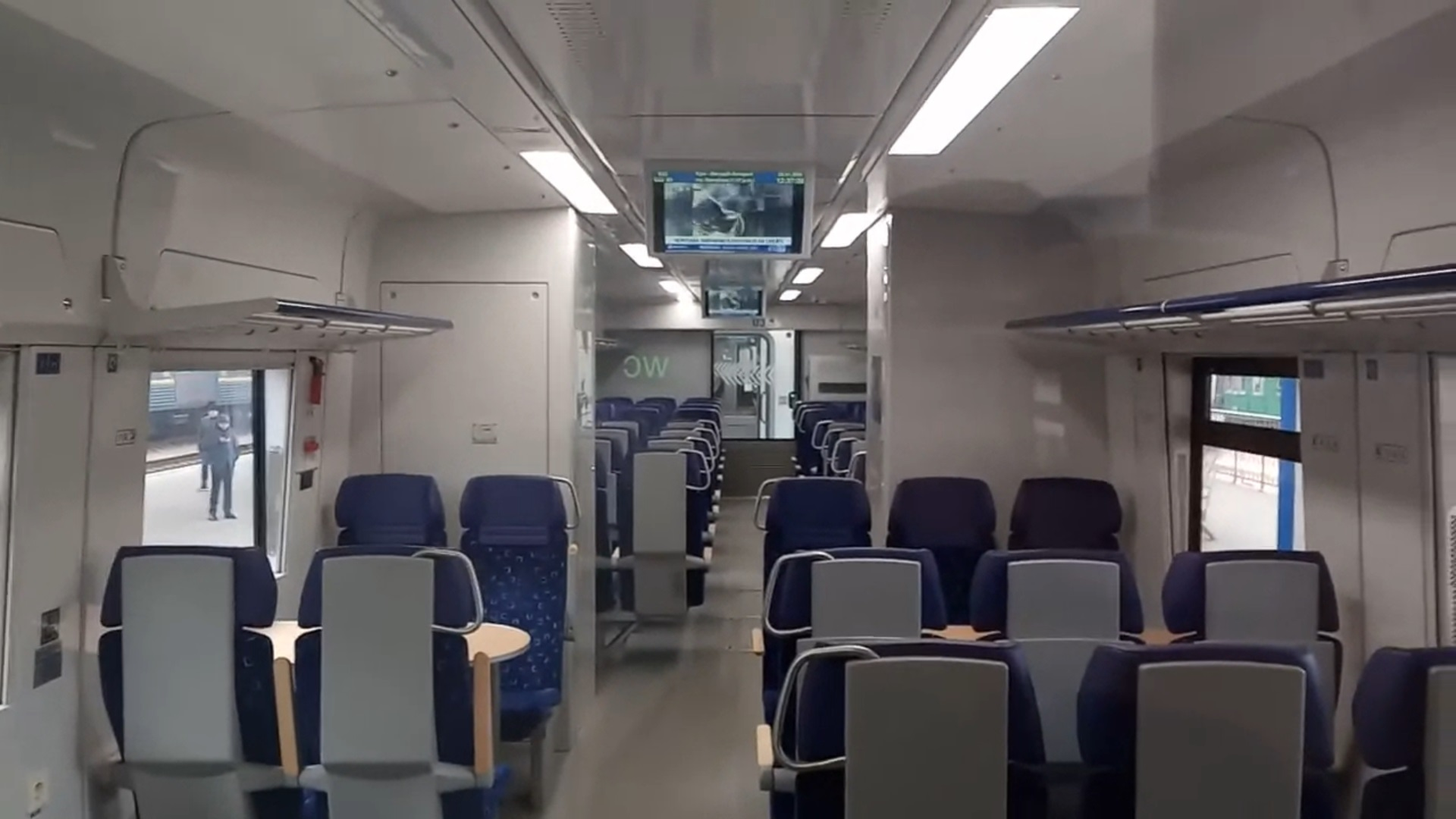
Інтер'єр вагону 2-го класу

## Експлуатація

### ДПКр-3-001

#### «Kyiv Boryspil Express»
Очікувалося, що нові дизель-поїзди базуватимуться у моторвагонному депо «Тернопіль», перший повинен був надійти на Львівську залізницю на початку осені 2019 року. 27 грудня 2019 року тривагонний дизель-поїзд цього типу вийшов на маршрут «Kyiv Boryspil Express».

#### Черкаси— Імені Тараса Шевченка
Внаслідок різкого скорочення пасажиропотоку через пандемію CJVID-19 й обмеження міжнародного повітряного сполучення з 18 березня 2020 року «Укрзалізниця» відсторонила його від експлуатації.
9 вересня 2020 року дизель-поїзд вирушив з Києва своїм ходом на обкатку до міста Сміла (станція Імені Тараса Шевченка Одеської залізниці).
11 вересня 2020 року у ПАТ «Крбківський ВБЗ» повідомили про результати експериментальної поїздки поїзда на регіональному маршруті Імені Тараса Шевченка — Черкаси. ПАТ «КВБЗ» виявив низку технічних невідповідностей моторвагонного депо ТЧ-5 Одеської залізниці обраного для обслуговування ДПКр-3-001 та оголосив про необхідність пошуку іншого напрямку та пункту обслуговування. Незважаючи на цю категоричну заяву, вже в наступному прес-релізі виробника було повідомлено, що після проведення робіт з адаптування депо для можливості технічного обслуговування дизель-поїзда, 17 вересня 2020 року було організовано чергову випробувальну поїздку за даним маршрутом. Також було оголошено, що до 26 вересня 2020 року всі вказані спеціалістами КВБЗ невідповідності депо мають бути усунені в повному обсязі, та розпочнуться комерційні перевезення пасажирів на даному напрямку руху.

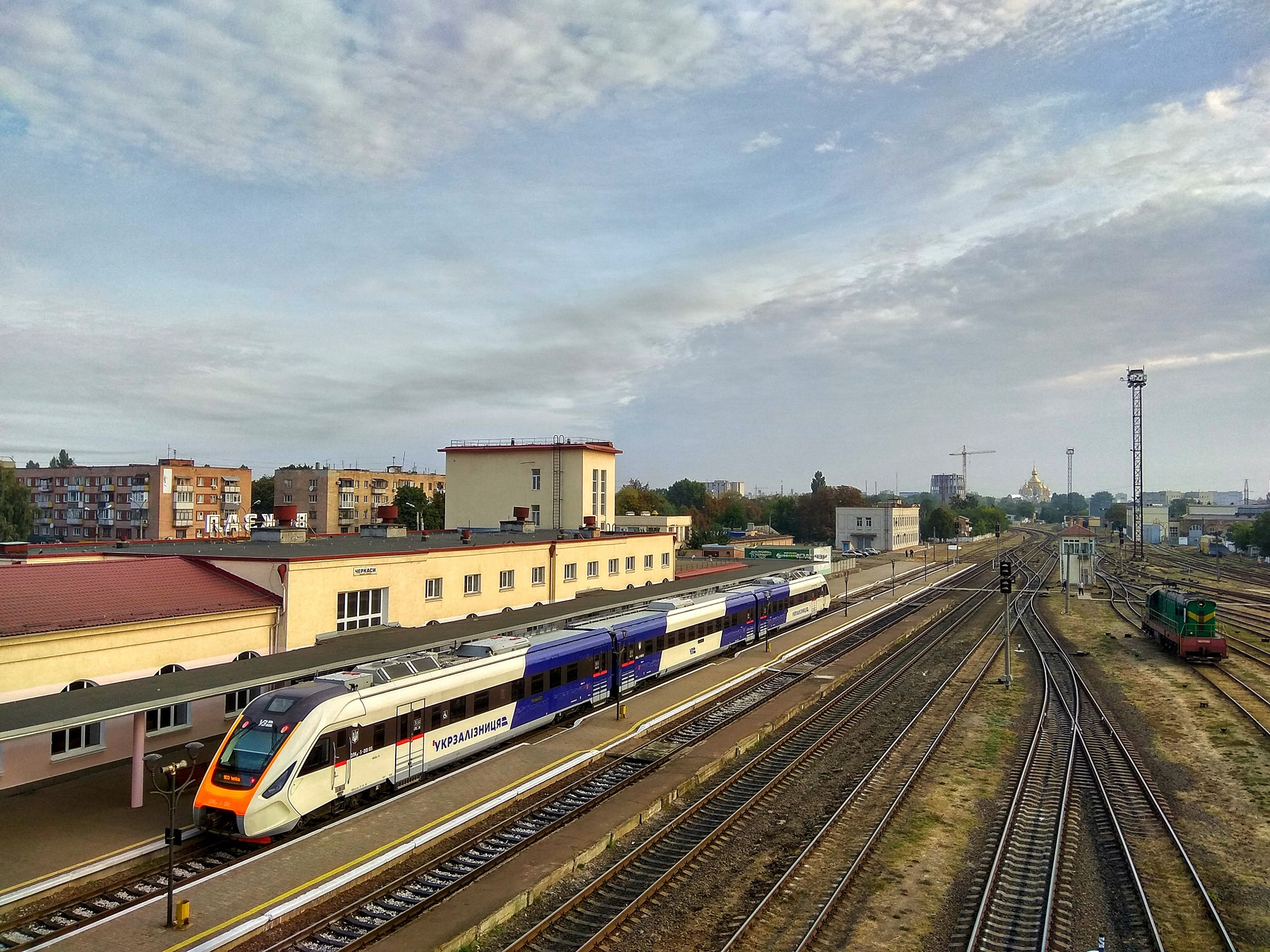
ДПКр3-001 на станції Черкаси

Для відновлення руху дизель-поїзда залізничники перевірили технічний стан поїзда та виконали технічне обслуговування. В Києві було організовано навчання локомотивних бригад Одеської залізниці спеціалістами КВБЗ. В результаті проведених обкатних рейсів було відпрацьовано маршрут, графік та інші параметри руху.
23 вересня 2020 року ДПКр-3 вирушив у перший рейс як регіональний поїзд № 805 сполученням Черкаси — Імені Тараса Шевченка.
З 24 вересня 2020 року поїзд виконував 8 рейсів на день між Черкасами та Смілою на маршруті призначених регіональних поїздів № 803/804, 805/806, 807/808, 809/810, де окрім нього тричі на день курсували приміські дизель-поїзди Д1 прямого сполучення. Лише пара поїздів № 803/804 здійснював проміжну зупинку по станції Сміла, інші курсують без зупинок. Розклад дозволяв пасажирам з Черкас здійснювати пересадки на низку пасажирських та швидкісних поїздів, зокрема «Інтерсіті+», які зупиняються на станції Імені Тараса Шевченка та прямують не лише до Києва, але й в інших напрямках. Оскільки нові поїзди були класифіковані як регіональні, то ціна квитка більша порівняно з приміськими. Так вартість квитків коливається і складає у 2-й клас (головні вагони) — від 25 до 30 гривень, у вагоні 1-го класу (проміжний вагон) — від 70 до 80 гривень. Причому у вихідні дні ціна ще вища.
Обслуговування дизель-поїзда здійснювалось в оборотному моторвагонному депо станції Імені Тараса Шевченка (РПД-5), що структурно підпорядковане моторвагонному депо Христинівка (РПЧ-6) служби приміських пасажирських перевезень Одеської залізниці. За роботою поїзда слідкувала київська сервісна служба КВБЗ.

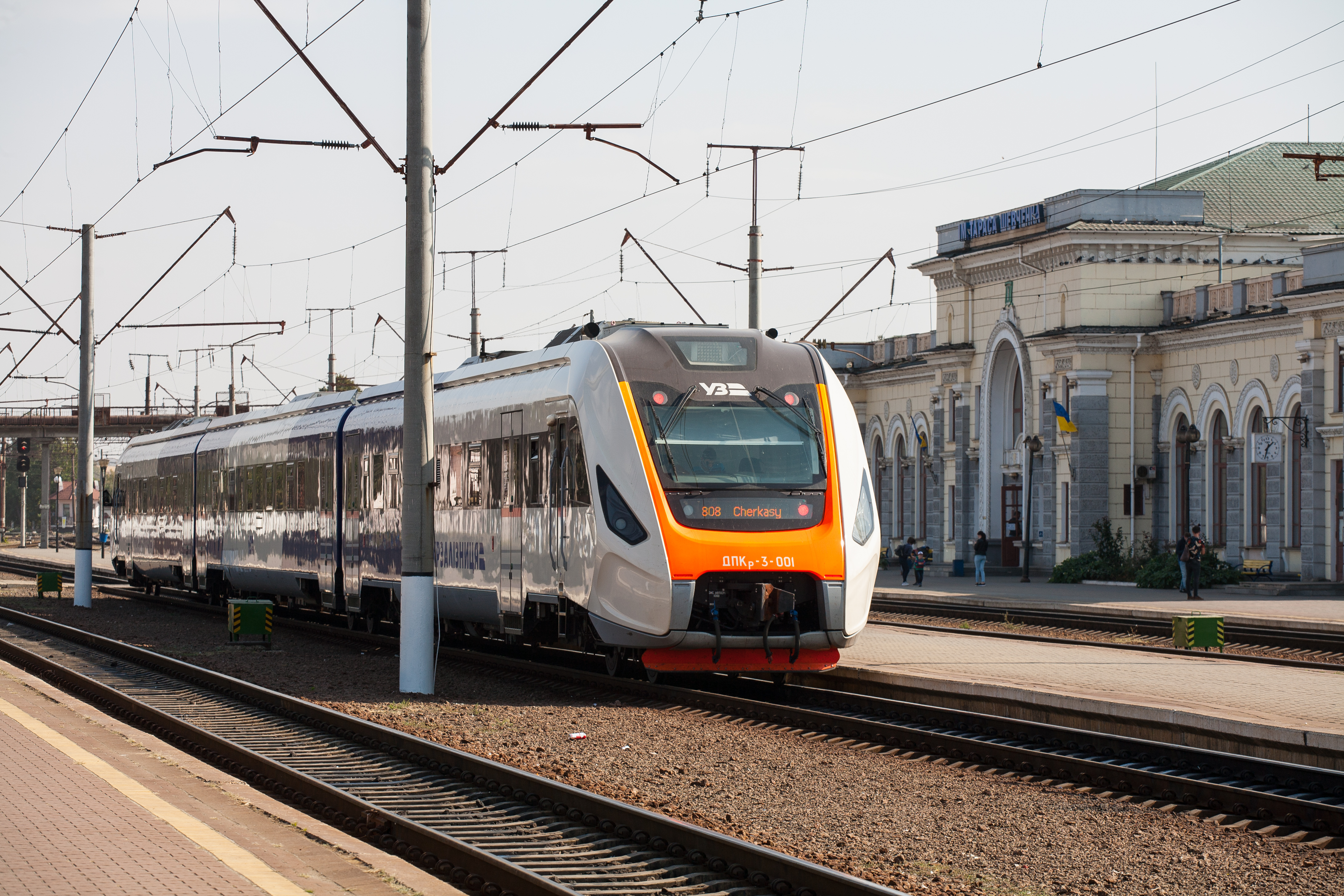
ДПКр3-001 на станції Імені Тараса Шевченка

З 19 жовтня по 26 жовтня 2020 року був тимчасово закритий продаж квитків на регіональні поїзди в зв'язку з запровадженням червоного рівня епідемічної небезпеки у місті Сміла та Смілянському районі.
27 жовтня 2020 року, о 20:45, машиніст поїзда № 810 сполученням Імені Тараса Шевченка — Черкаси під час прямування через зупинний пункт Степанки допустив наїзд на камінці невеликого розміру, накладені сторонніми особами на залізничну колію. Після прослідування платформи провідник виявила розбиті камінням два вікна в одному з вагонів поїзда. Також під час огляду поїзда були виявлені зовнішні пошкодження на першому вагоні через попадання каміння в кузов. На щастя, ніхто з пасажирів та залізничників не постраждав. За фактом вандалізму залізничники викликали працівників поліції, розглядається питання щодо відкриття провадження.
У березні 2021 року тодішній голова правління АТ «Укрзалізниця» Володимир Жмак в інтерв'ю інформагенству «Інтерфакс-Україна» згадав про дизель-поїзд, як альтернативу рейковим автобусам при зростанні пасажиропотоку на Бориспіль.
З 11 травня 2021 року на цьому маршруті замість ДПКр-3 розпочалась експлуатація на постійній основі рейкового автобуса PESA 620M, але вже з проміжними зупинками Центральна та Білозір'я. У рейкового автобуса PESA 620М є лише сидячі місця 3-го класу, але вартість проїзду порівняно з квитками на місця 2-го класу ДПКр-3 зросла й лише у вівторок та середу становить близько 27,00 ₴, а в інші дні — понад 50,00 ₴.

#### «Прикарпатський експрес»
З 29 травня 2021 року склад ДПКр3-001 був переведений на новий маршрут № 807/808 «Прикарпатський експрес» сполученням Івано-Франківськ — Ківерці (через станції Моршин, Львів та Луцьк). Цей дизель-поїзд сполучив одразу три туристичні регіони на заході України, надаючи можливість громадянам та гостям країни відвідати, зокрема, Моршин, який був майже позбавлений зручного залізничного сполучення.
18 серпня 2021 року маршрут регіонального дизель-поїзда продовжено до Коломиї.
З 1 по 20 грудня 2021 року поїзд був скасований через проведенням планових робіт з технічного обслуговування.

### ДПКр-3-002
5-8 жовтня 2021 року на Крюківському вагонобудівному заводі працювала комісія «Укрзалізниці» з приймання одразу двох дизель-поїздів, а саме ДПКр-3-002 та ДПКр-3-003. У складі комісії працювали представники Південної, Донецької, Львівської залізниць, а також Департаменту приміських пасажирських перевезень «Укрзалізниці». Повідомлялося, що місцем приписки нових поїздів повинні стати Південна та Львівська залізниці, а спеціалістів Донецької залізниці запрошено, оскільки передбачається скласти нові маршрути руху. В одного з поїздів він пролягатиме й територією Донеччини. За попередньою інформацією планувалося, що поїзд буде працюватиме на маршруті Коломия — Чернівці — Тернопіль — Львів.

### ДПКр-3-003

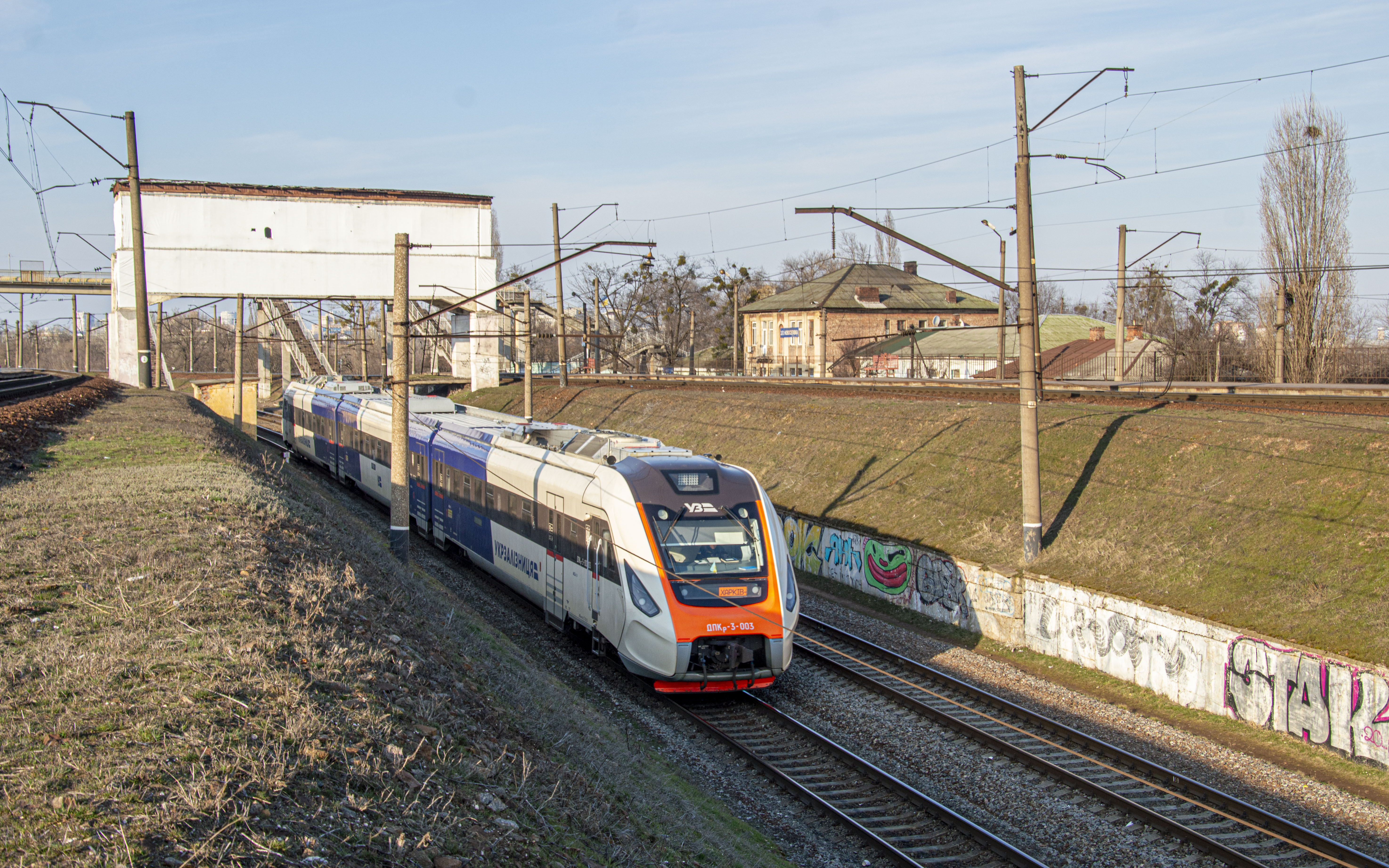
ДПКр3-003 «Слобожанський експрес» сполученням Харків — Суми —

Виготовлення третього дизель-поїзда ДПКр-3 було завершено наприкінці травня 2021 року, тоді ж були проведені його випробування за маршрутом Крюків-на-Дніпрі — Люботин.
20 листопада 2021 року третій поїзд ДПКр-3 вийшов за маршрутом № 7001/7002, 7003/7004 (нині — № 801/802, 803/804) «Дунайський експрес» сполученням Одеса — Ізмаїл.
До 27 листопада 2021 року дизель-поїзд працював на маршруті «Дунайського експресу», після чого поїзд передислокували до Люботина
18 грудня 2021 року на залізничному вокзалі міста Попасна відбувся запуск «Слобожанського експресу» за маршрутом Попасна — Харків
З 2 березня 2023 року маршрут регіонального поїзда «Слобожанський експрес» через російське вторгнення в Україну та неможливістю обслуговувати залізницю біля міста Попасна, маршрут руху був змінений і наразі курсує за маршрутом Харків — Суми — Конотоп.

### ДПКр-3-004

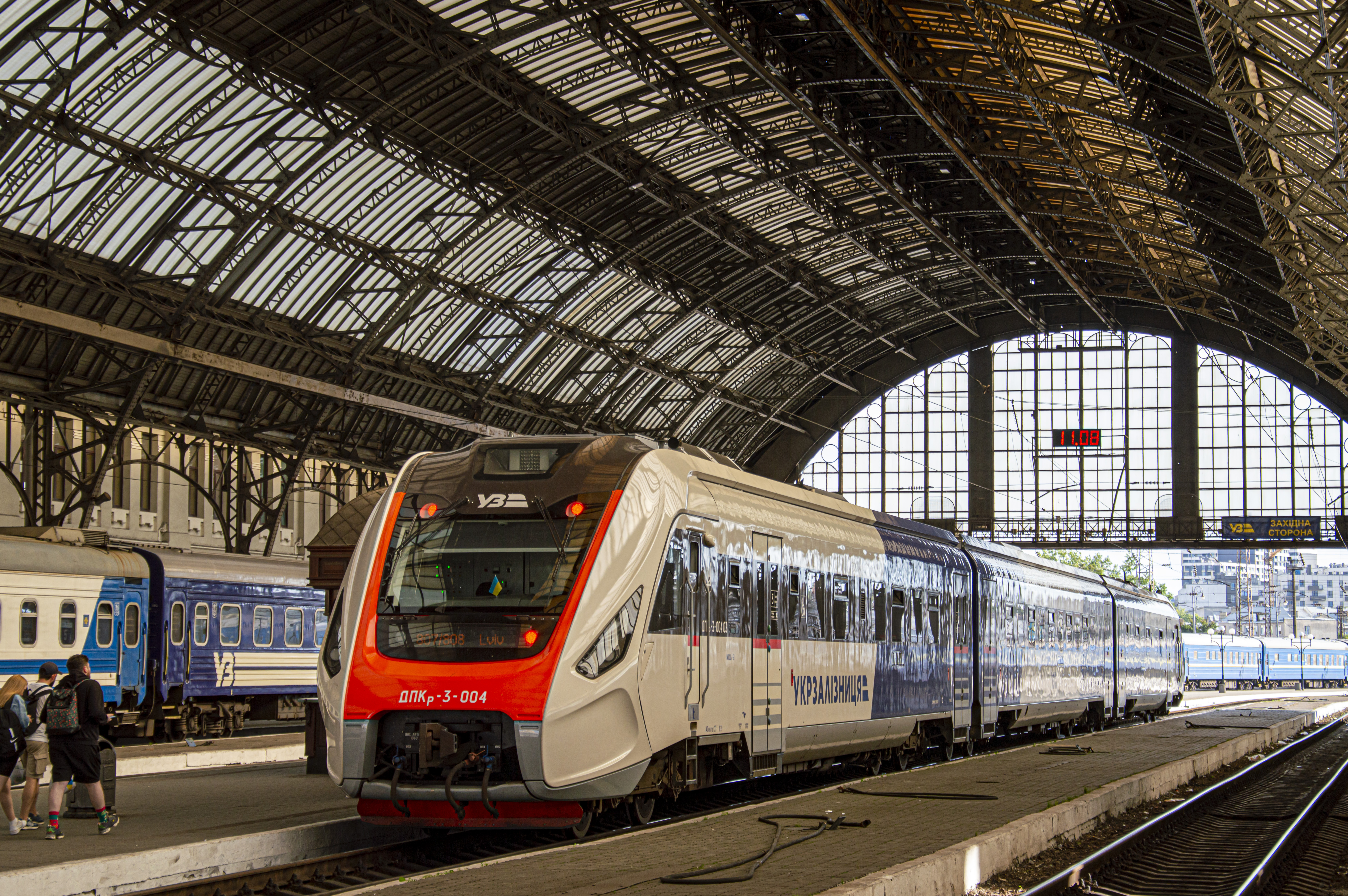
ДПКр3-004 на станції Львів

У 2021 році на КВБЗ завершено складання четвертого поїзда серії ДПРКр-3 та проведено обкатку на Південній залізниці за маршрутами Крюків-на-Дніпрі — Люботин та Люботин — Суми
З 28 листопада 2021 року четвертий поїзд ДПКр-3 вийшов за маршрутом № 7001/7002, 7003/7004 (нині — № 801/802, 803/804) «Дунайський експрес» сполученням Одеса — Ізмаїл. Поїзд вирушає з Одеси щодня о 18:26 та прибуває до Ізмаїла о 22:26. Зворотнє відправлення о 6:00 та прибуття до Одеси о 10:12. Передбачені зупинки по станціях: Білгород-Дністровський, Кулевча, Сарата, Арциз, Главані, Дзинілор
3 грудня 2021 року невідомими особами пошкоджено «Дунайський експрес» сполученням Одеса — Ізмаїл. Відеореєстратор зафіксував, як група підлітків в Одесі, поблизу Іванівського шляхопроводу, закидала абсолютно новий дизель-поїзд камінням. Внаслідок хуліганських дій пошкоджено вікно вхідних дверей поїзда.
З 25 березня по 1 травня 2022 року поїзд курсував за маршрутом № 813/814 Львів — Холм.
29 серпня 2022 року поїзд сполученням Івано-Франківськ — Львів, рухаючись у напрямку Львова, здійснив наїзд на 46-річного мешканця одного з сіл Львівського району, який перебував у сидячому положенні на колії та на звуковий сигнал не реагував.
8 листопада 2022 року поїзд здійснив перший пробний рейс на відновленій ділянці Рахів — Ділове — Валя Вишеулуй (Румунія). Передбачалося, що регіональний поїзд ДПКр-3 «Мармароський експрес» буде курсувати через українсько-румунський державний кордон вже на початку грудня 2022 року.

### ДПКр-3-005
У 2022 році на Крюківському ВБЗ завершено складання п'ятого поїзда серії ДПКр-3-005 та проведено обкатку на Львівській залізниці.

### ДПКр-3-006
У 2022 році на Крюківському ВБЗ завершено складання останнього шостого поїзда. Проведено обкатку на Південній залізниці. Після обкатки поїзд відправлено до РПЧ-8 «Коломия».
З 15 жовтня 2023 року дизель-поїзди серії ДПКр-3 експлуатуються також за маршрутом Коломия — Рава-Руська.

## Маршрути руху
| Маршрути курсування ДПКр-3       |                                                                                              |                     |                      |                                            |                  |                  |               |                       |
| № поїзда                         | Періодичність                                                                                | Період курсування   | Станція відправлення | Головні проміжні станції                   | Станція прибуття | Довжина маршруту | Час в дорозі  | Поїзд                 |
| 801/802 «Дністровський експрес»  | Щоденно                                                                                      | з 10 жовтня 2022    | Львів                | Тернопіль, Чортків, Заліщики, Кіцмань      | Чернівці         |                  | 06:52 / 06:32 | ДПКр-3-002            |
| 802/804 «Дунайський експрес»     | Скасований через руйнацію підйомного мосту у Затоці, в ході обстрілів російськими окупантами | з 20 листопада 2021 | Одеса-Головна        | Білгород-Дністровський, Арциз, Дзинілор    | Ізмаїл           | 284 км           | 04:16 / 04:17 | ДПКр-3-004            |
| 807/808 «Прикарпатський експрес» | Щоденно                                                                                      | з 29 травня 2021    | Коломия              | Івано-Франківськ, Калуш, Стрий             | Львів            | 224 км           | 04:11 / 04:11 | ДПКр-3 001            |
| 809/810 «Буковельський експрес»  | щоденно                                                                                      | з 25 грудня 2021    | Львів                | Івано-Франківськ, Яремче, Татарів, Ворохта | Ясіня            | 284 км           | 05:45 / 05:40 | ДПКр-3-002 ДПКр-3-005 |
| 885/886 «Слобожанський експрес»  | Щоденно                                                                                      | з 29 квітня 2022    | Харків               | Люботин, Тростянець-Смородине, Суми        | Ворожба          | 224 км           | 04:38 / 04:30 | ДПКр-3-003            |